# Megapsyrassa auricomis
Megapsyrassa auricomis là một loài bọ cánh cứng trong họ Cerambycidae.